# Xerotyphlops vermicularis
Xerotyphlops vermicularis (Merrem, 1820) è un serpente della famiglia Typhlopidae.

## Distribuzione e habitat
La specie è presente in Europa orientale (Montenegro, Albania, Macedonia, Bulgaria, Grecia), in Asia minore, in Medio Oriente, in Egitto e in Asia occidentale.
È l'unica specie della famiglia Typhlopidae presente in Europa.